# Tempsford
Tempsford es una localidad situada en la autoridad unitaria de Central Bedfordshire, en el condado de Bedfordshire, Inglaterra (Reino Unido), con una población estimada a mediados de 2016 de 619 habitantes.
Se encuentra ubicada al oeste de la región Este de Inglaterra, al norte de Londres y cerca de la ciudad de Luton y la frontera con la región de Sudeste de Inglaterra.